# Rendibilitat a nominal
Rendibilitat a nominal o rendibilitat a cupó (en anglès: Nominal yield o Coupon yield) és la rendibilitat que ofereix un actiu financer de renda fixa, normalment un bo, mesurada per la relació entre el cupó i el seu nominal. A diferència de la rendibilitat a preu corrent, la rendibilitat a cupó no varia perquè, tant el cupó com el nominal, queden fixats en el moment de l'emissió.